# 张建超
张建超（1965年8月—），江苏海门人，汉族，中国共产党党员。第十三届全国人民代表大会地区代表。
2019年12月，在武警福建总队司令员任上晉升少將警銜。他还是福建省第十四届人大代表。